# Sertularella pseudocostata
Sertularella pseudocostata is een hydroïdpoliep uit de familie Sertulariidae. De poliep komt uit het geslacht Sertularella. Sertularella pseudocostata werd in 1993 voor het eerst wetenschappelijk beschreven door Vervoort. 